# 사카구치촌
사카구치촌(坂口村)은 후쿠이현 난조군에 있던 촌이다. 현재의 에치젠시 남서쪽 끝에 해당한다.

## 역사
- 1889년 4월 1일 - 정촌제 시행에 의해 난조군 사카구치촌이 성립하였다.
- 1951년 3월 30일 - 다케후시에 편입되었다.

## 참고문헌
- 角川日本地名大辞典 18 福井県